# Verwaltungsgliederung in Manitoba

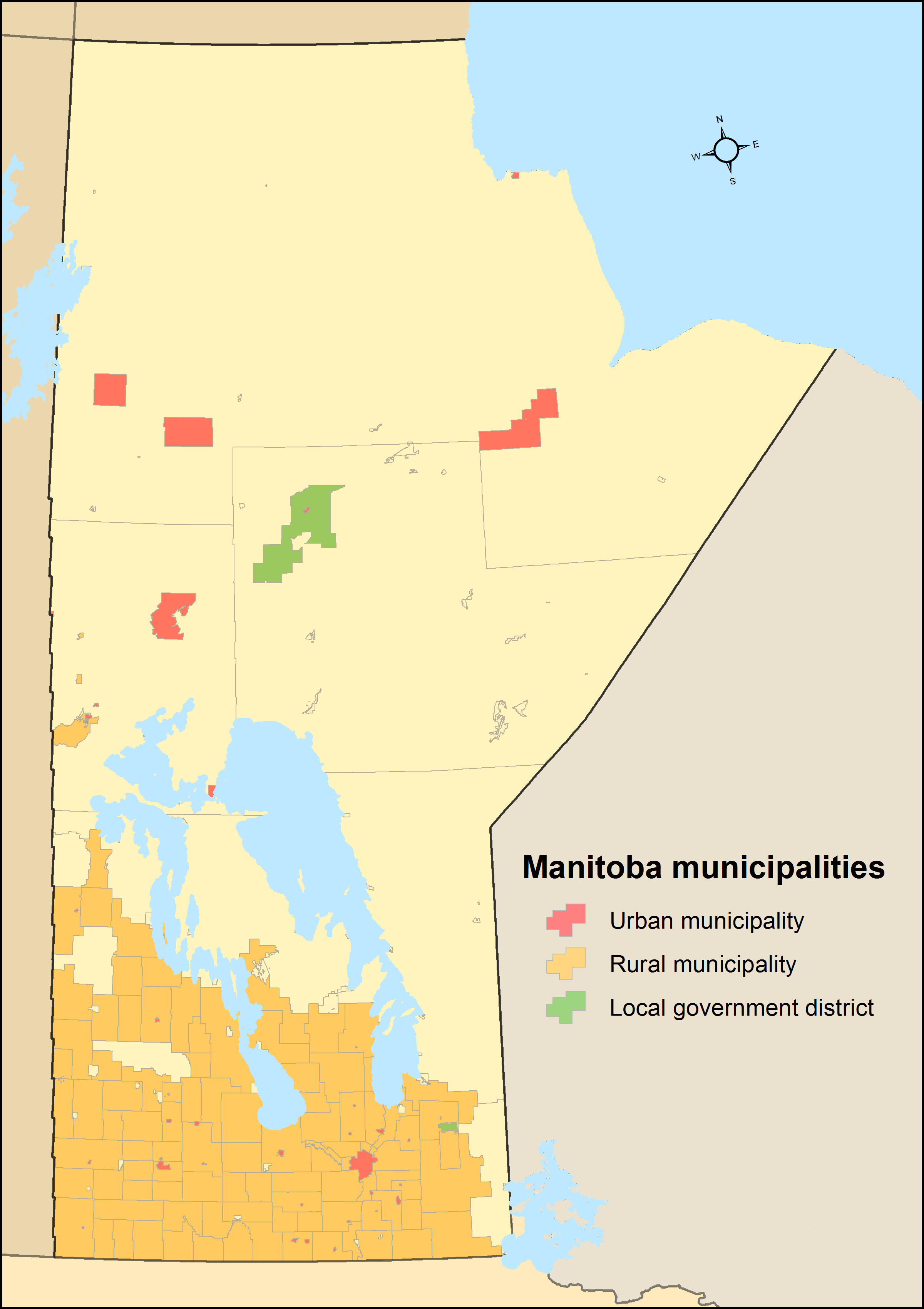
Karte der Gemeinden in Manitoba

Für die Verwaltungsgliederung Manitobas erfolgt grundsätzlich eine Unterteilung in ländliche und städtische Gemeinden, von denen es aktuell 137 gibt, sowie in sogenannte „unorganized areas“.
Rechtliche Grundlage für die Verwaltungsgliederung in der Provinz ist der Municipal Act von 1997. Größere Änderungen in der Verwaltungsgliederung gab es zuletzt mit der „2015 Manitoba municipal amalgamations“ bei der die Zahl der ländlichen Gemeinden durch Zusammenlegung von davor 116 auf heute 98 sank.

## Verwaltungsgliederung

### Gemeinden
Grundsätzlich werden die Gemeinden in verschiedene Gemeindetypen unterteilt:
- urban municipalities („städtische Gemeinden“),
- rural municipalities („ländliche Gemeinden“) und
- local government districts.

Bei den urban municipalities handelt es sich um Gemeinden mit eher städtischer Struktur. Um eine städtische Gemeinde zu sein, muss die Gemeinde eine Mindestbevölkerung von 1000 Einwohnern und eine Mindesteinwohnerdichte von 400 Einwohnern pro Quadratkilometer haben. Zu diesen 37 städtischen Gemeinden gehören aktuell:
- Städte (aktuell gibt es 10 „cities“),
- Kleinstädte (aktuell gibt es 25 „towns“) und
- Dörfer (aktuell gibt es 2 „villages“) und

Bei den rural municipalities handelt es sich um Gemeinden mit grundsätzlich ländlicher Struktur. Von diesen Landgemeinden in Manitoba gibt es aktuell 98.
Bei den local government districts handelt es sich um Gemeinden mit besonderer Struktur. Von diesen lokale Verwaltungsbezirken gibt es aktuell zwei (Mystery Lake und Pinawa).

### Unorganisierte Gebiete
Neben diesen städtischen und ländlichen Gemeinden gliedert sich die Provinz auch noch in Gebiete die als „unorganized area“ bezeichnet werden. Flächenmäßig umfassen diese den größten Teil der Provinz. Verwaltungstechnisch werden solche Gebiete in sogenannten „Unorganized Divisions“ zusammengefasst und erhalten eine Nummer. Teilweise haben diese Gebiete auch inoffizielle Namen, so die „Unorganized Division No. 1“, welche auch als „Whiteshell Unorganized“, nach dem Whiteshell Provincial Park, welcher die nördliche Hälfte diese Gebietes umfasst, bezeichnet wird.
- Unorganized Division No. 1
- Unorganized Division No. 17
- Unorganized Division No. 18
  - Unorganized East Division No. 18
  - Unorganized West Division No. 18
- Unorganized Division No. 19
- Unorganized Division No. 20
  - Unorganized North Division No. 20
  - Unorganized South Division No. 20
- Unorganized Division No. 21
- Unorganized Division No. 22
- Unorganized Division No. 23

## Census Divisions
Wie alle Provinzen und Territorien in Kanada ist auch Manitoba durch Statistics Canada in Census Divisions (Volkszählungseinheiten) untergliedert. Diese 23 Census Divisions in Manitoba dienen jedoch nur statistischen Zwecken und haben keinen verwaltungstechnischen Charakter.